# مار (فیلم ۱۹۷۶)
مار (به هندی: Nagin) فیلمی محصول سال ۱۹۷۶ و به کارگردانی راچکومار کوهلی است. در این فیلم بازیگرانی همچون سونیل دات، فیروز خان، رینا روی، جیتندرا، وینود مهرا، ریکا، ممتاز، کبیر بدی، آریونا ایرانی، یوگتا بالی، رانجیت ایفای نقش کرده‌اند.